# Sdružený parní stroj
Sdružený parní stroj je parní stroj, též sloučený, kompaundní v němž probíhá několikanásobná expanze páry v samostatných válcích.

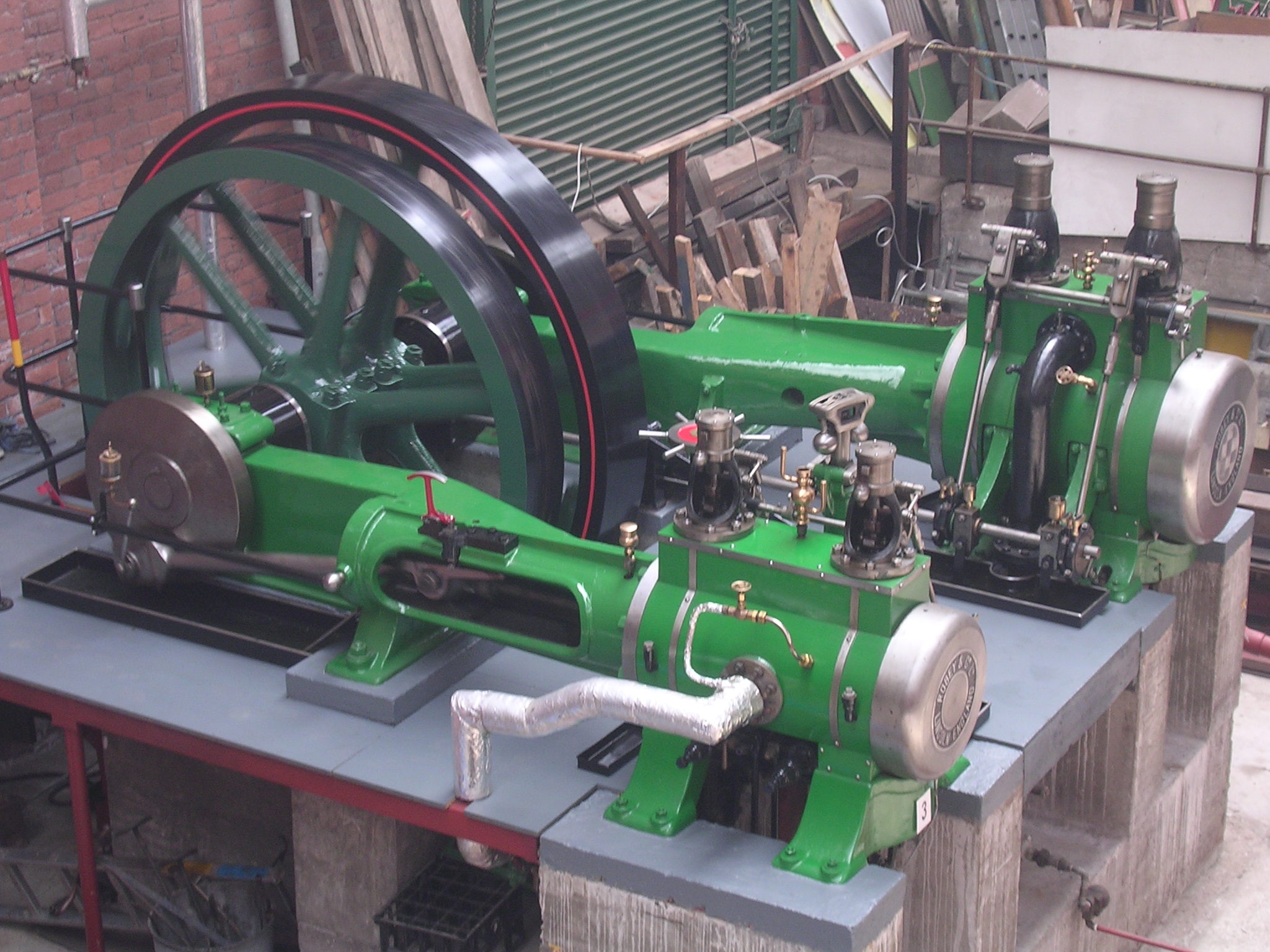
Sdružený parní stroj, v popředí vysokotlaká část (Bolton museum)

## Historie
První sdružený parní stroj si nechal v roce 1805 patentovat Arthur Woolf – Woolf high pressure compound engine, v překladu Woolfův vysokotlaký sdružený stroj. Jeho parní stroj pracoval s paralelně uspořádanými válci – vysokotlakým i nízkotlakým, jejichž písty zabíraly do společného kloubu vahadla. Tyto parní stroje našly uplatnění jako stabilní a později i lodní. Teprve o mnoho let později přišel Anatole Mallet s lokomotivním sdruženým parním strojem. Kolem roku 1867 se začal zabývat touto konstrukcí a v roce 1876 představil světu první sdruženou parní lokomotivu.. Již dva roky předtím – v roce 1874 si nechal svoji konstrukci patentovat.. Následně si nechal patentovat i rozjížděcí zařízení, které umožňuje vpuštění čerstvé páry do nízkotlakého válce, a tak umožňuje rozjezd lokomotivy i v případě, že se vysokotlaký píst nachází v úvrati.

## Konstrukce

Princip sdruženého parního stroje s trojnásobnou expanzí: pára postupně expanduje ve vysokotlakém, středotlakém a nakonec nízkotlakém válci

Snaha o zvýšení účinnosti parních strojů na mokrou páru vedla ke konstrukci sdružených parních strojů. Sdružený parní stroj se skládá z několika (obvykle dvou nebo tří) stupňů, složených ze samostatných válců o různém průměru, případně i v různém počtu. Těmi prochází pára postupně. Nejprve projde vysokotlakým, poté středotlakým (pokud jsou stupně tři) a nakonec nízkotlakým válcem. Na cestě mezi válci se pára obvykle ještě přihřívá.
Energie vynaložená na ohřátí vody a její přeměnu v páru není využitelná pro pohon a využitelnost expanze mokré páry je omezená z důvodu kondenzace. Parní stroj na mokrou páru tak musí mít při chodu velké plnění a tím je jeho účinnost nízká. Myšlenka sdruženého stroje spočívá především ve využití již jednou vyrobené páry, která má na výstupu z vysokotlakého válce z důvodu velkého plnění ještě poměrně velký tlak. Tato pára po průchodu přestupníkem vstupuje do dalšího, nízkotlakého válce. Obvykle se ještě v přestupníku – regenerátoru páry přihřeje, čímž se jí dodá další energie, kterou je možno využít k přeměně na mechanickou práci.
Konstrukce sdruženého stroje přináší i další výhody. Menší spád tlaku a teploty na jednotlivých stupních dále zvyšuje jejich účinnost stejně tak, jako menší rozdíl tlaků na obou stranách pístů snižuje ztráty způsobené netěsnostmi pístních kroužků. Sdružené stroje mají obvykle o 15 – 25 % vyšší účinnost oproti strojům s nedělenou expanzí, ovšem za cenu větší složitosti.
Vynález přehřívače páry vedl k podstatnému zvýšení účinnosti parních strojů a vedl k vytlačení sdružených parních strojů jednoduššími stroji s jednoduchou expanzí, které byly přes nižší účinnost celkově ekonomicky výhodnější.

## Příklady sdružených parních strojů

### Sdružený parní stroj stacionární, dvouválcový

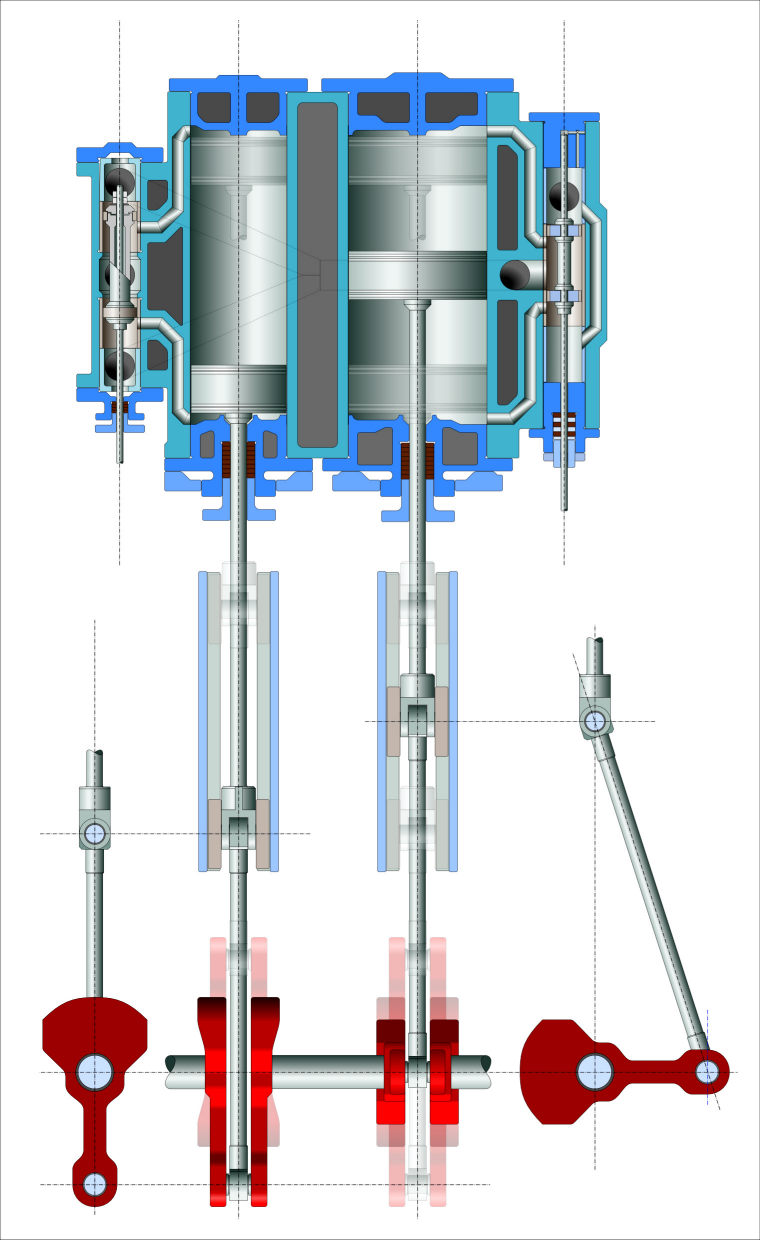
Sdružený parní stroj pracující na společnou klikovou hřídel, vlevo vysokotlaká část, vpravo nízkotlaká část

Vysokotlaká pára je přiváděna do vysokotlaké šoupátkové komory (levé šoupě a levý píst na obrázku).

Šoupátková tyč a vysokotlaké šoupě rozvádí páru na jednu nebo druhou stranu vysokotlakého pístu ve vysokotlakém válci. Po expanzi je pára (o nižším tlaku) odváděna kanálem do prostoru nízkotlakého šoupěte (pravé šoupě a pravý píst na obrázku). Mezi vstupem a vyústěním kanálu vysokotlaké a nízkotlaké části je vkládána vyrovnávací expanzní nádrž.

Nízkotlaké šoupě, ovládané šoupátkovou tyčí, rozvádí nízkotlakou páru na jednu nebo druhou nízkotlakého pístu v nízkotlakém válci. Expandovaná pára z nízkotlakého válce je odváděna kanálem. Každá pístní tyč je přes samostatný křižákový mechanizmus propojena s klikovou hřídelí. Každý píst pracuje na jednu část kliky, které jsou mezi sebou pootočeny o 90°, jako u stroje s jednoduchou expanzí.

### Lokomotivní sdružený parní stroj

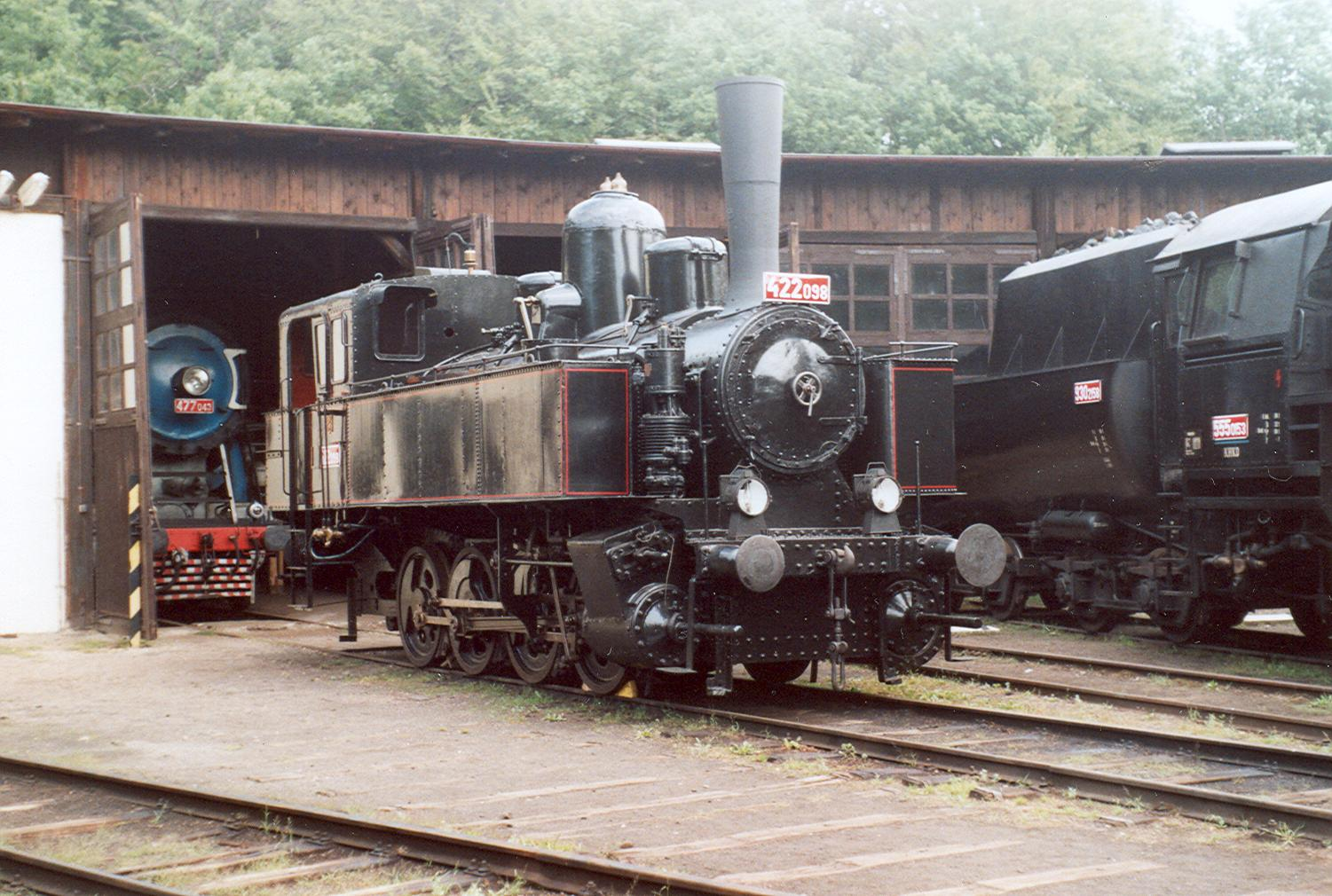
Dvouválcová sdružená lokomotiva řady 422.0

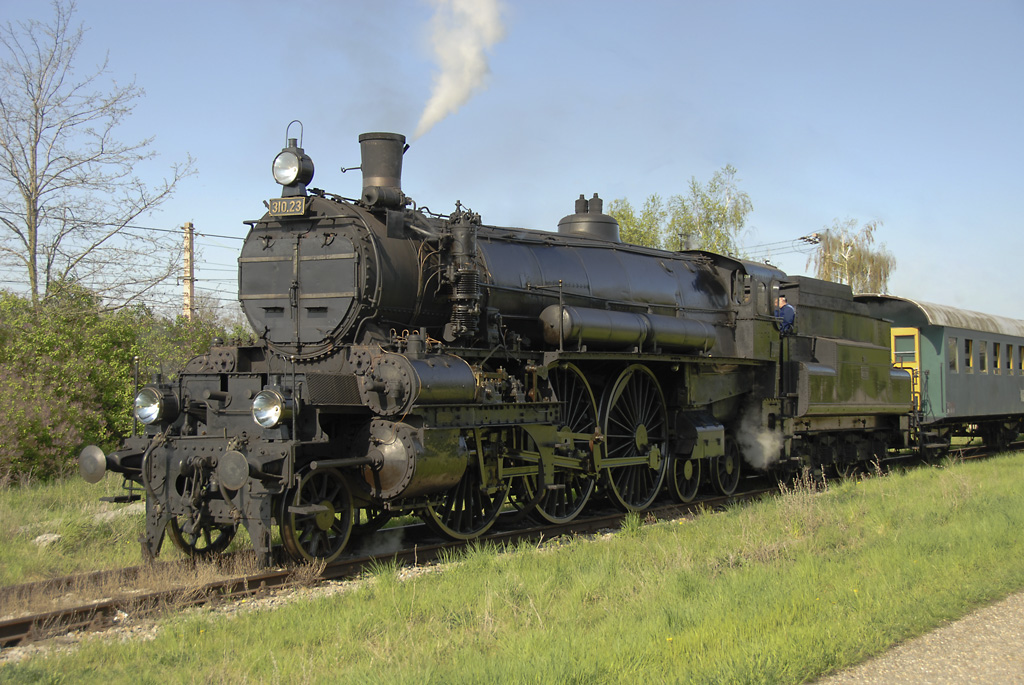
Čtyřválcová sdružená lokomotiva řady 310 kkStB, 375.0 ČSD

Pro lokomotivy se používalo více různých uspořádání sdruženého parního stroje. Byly to například:
- dvouválcový stroj s vnějšími válci – Lokomotiva měla na jedné straně vysokotlaký a na druhé straně nízkotlaký válec. Pro případ mrtvé polohy vysokotlakého válce musela být vybavena rozjížděcím zařízením. Toto uspořádání bylo typické pro konstrukce Karla Gölsdorfa, na území dnešní České republiky byly typickými představiteli lokomotivy řad 422.0, 434.0 a 523.0.
- Tříválcový sdružený stroj – konstrukce obvykle obsahovala vysokotlaký válec v rámu a nízkotlaké válce po stranách lokomotivy. Válce pak mohly (ale nemusely) mít stejné rozměry. Toto uspořádání nebylo příliš typické, problém představovala rovnoměrnost chodu a s ní spojené rozfázování válců. Existovaly lokomotivy se třemi válci po 120° i 90°+2×135°. V Československu byla tato konstrukce použita u lokomotiv řady 476.0.
- Čtyřválcové uspořádání – tyto konstrukce stavěl například André Chapelon. Stroje byly ovládány samostatně a některé poháněly i různé nápravy (spřažené dohromady). Lokomotivy mívaly menší, vysokotlaké válce uvnitř rámu a větší, nízkotlaké vně – příkladem tohoto uspořádání je bavorská S 3/6 nebo rakouské 108, v českých zemích 275.0 ČSD a v českých zemích patrně nejznámější řada 375.0, anebo byly použity válce tandemového uspořádání (viz níže).
- Malettova konstrukce – Vysokotlaké válce na stranách zadního (pevného) pojezdu, nízkotlaké na předním (pohyblivém) samostatném podvozku.

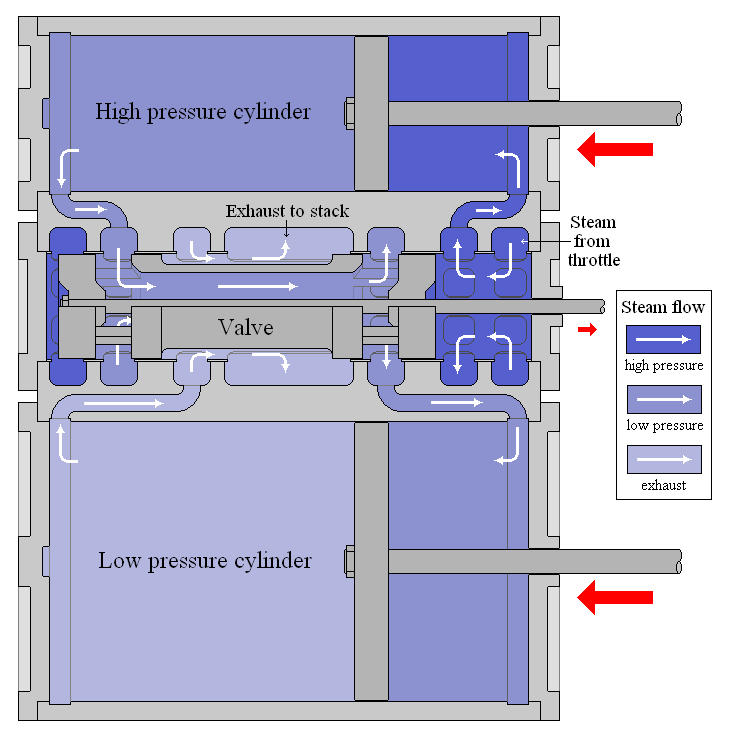
Vauclainův sdružený stroj

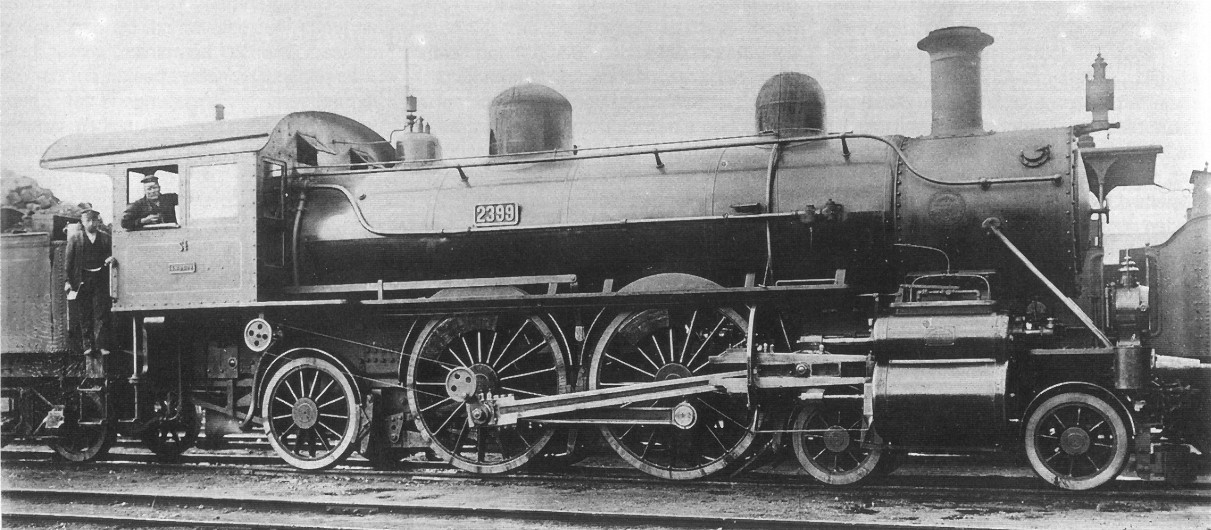
Bavorská S 2/5 z lokomotivky Baldwin s Vauclainovým sdruženým strojem

#### Vauclainova konstrukce
Samuel M. Vauclain, zaměstnanec a pozdější prezident lokomotivky Baldwin, navrhl lokomotivní parní stroj se dvěma páry vnějších válců – vždy vysokotlaký a nízkotlaký byly spojeny se společným křižákem, takže pracovaly paralelně. Tuto konstrukci si nechal v roce 1889 patentovat a na přelomu století již byly tyto lokomotivy poměrně rozšířené, zejména ve Spojených státech. Proti jiným sdruženým lokomotivám byla konstrukce a tedy i údržba zjednodušená, na druhou stranu větší hmotnost dvou paralelně pracujících pístů měla nepříznivý účinek na jakost chodu.

### Sdružený parní stroj v tandemovém uspořádání
Tento typ parního stroje se využíval především u stabilních parních strojů, kde bylo možno montovat velký setrvačník, který vyrovnal nepravidelnosti jeho chodu. Proti sdruženému parnímu stroji uvedenému výše byl tento stroj konstrukčně jednodušší, a proto i levnější.
Vzhledem k délce se téměř nepoužíval u parních lokomotiv, funkce stejného pohybu vysokotlakého i nízkotlakého pístu je však obdobná jako výše uvedeného stroje.
Popis obrázku tandemové konstrukce:
Vysokotlaká pára [1] je přiváděna do vysokotlaké šoupátkové komory. Šoupátková tyč [3] a vysokotlaké šoupě [4] rozvádí páru na pravou nebo levou stranu vysokotlakého pístu [6] ve vysokotlakém válci [7]. Po expanzi, je pára (o nižším tlaku) odváděna kanálem [2] do přestupníku a dále do prostoru nízkotlakého šoupěte [8]. Nízkotlaké šoupě [11], ovládané šoupátkovou tyčí [10], rozvádí nízkotlakou páru před nebo za nízkotlaký píst [13] v nízkotlakém válci [14]. Expandovaná pára z nízkotlakého válce je odváděna kanálem [9].
Jediná pístní tyč [12] přenášení sílu páry na křižák (není zakreslen).

## Využití

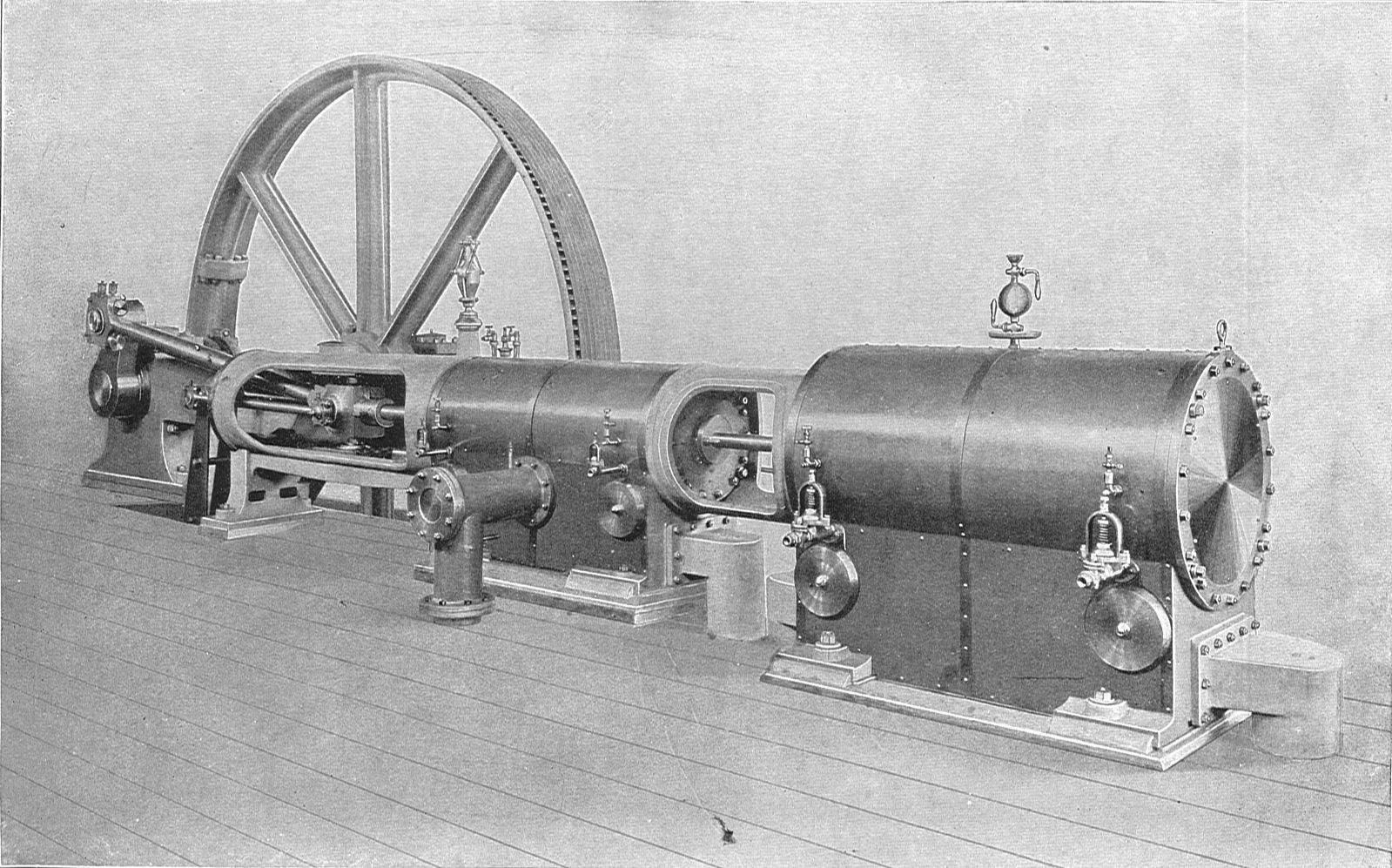
Stabilní tandemový parní stroj

Sdružené parní stroje se využívaly od konce 19. století do druhé poloviny 20. století ve všech oblastech dopravy i průmyslu. Jen namátkou: Byly jimi vybaveny parníky (například Titanic), průmyslové podniky (pražská čistička odpadních vod) i lokomotivy.